# The Rising of the Shield Hero (Anime)
The Rising of the Shield Hero (jap. 盾の勇者の成り上がり Tate no Yūsha no Nariagari) ist eine 2019 veröffentlichte Animeserie des Animationsstudios Kinema Citrus, die auf der Light-Novel-Reihe Tate no Yūsha no Nariagari von Aneko Yusagi basiert. Der Anime folgt dem 20-jährigen Studenten und Otaku Naofumi Iwatani, der durch einen Zauber in eine andere Welt transportiert wird und fortan als „Held des Schildes“ versucht, diese Welt zu retten.
Die erste Staffel, die 25 Episoden umfasst, wurde zwischen dem 9. Januar 2019 und dem 26. Juni 2019 im japanischen Fernsehen gezeigt. Crunchyroll zeigte die Serie am gleichen Tag im Simulcast mit deutschen Untertiteln. Für Nordamerika erschien bereits eine auf Englisch synchronisierte Version zusätzlich zur OmU-Version bei Crunchyroll. Die vierte Staffel wurde ohne festes Datum angekündigt und wird auf Crunchyroll im Simulcast ausgestrahlt.

## Handlung
Der 20-jährige Student Naofumi Iwatani wird eines Tages während er in einer öffentlichen Bibliothek die „Chronik der vier heiligen Waffen“ liest in das computerspielähnliche, mittelalterliche Königreich Melromarc beschworen, wo er auf Geheiß des Königs Aultcray XXXII fortan als „Held des Schilds“ die Welt vor der drohenden Zerstörung durch so genannte Monsterwellen, die in einem regelmäßigen Rhythmus auftreten, beschützen muss. Neben ihn wurden außerdem in Ren Amaki, Itsuki Kawasumi und Motoyasu Kitamura drei weitere Personen in die unbekannte Welt gerufen, die als Helden des Schwerts, des Bogens bzw. des Speers unabhängig von Naofumi das gleiche Ziel verfolgen.
Schnell wird jedoch klar, dass der Held des Schilds innerhalb des Königreiches einen schlechten Ruf hat. So will sich aufgrund dessen kein Abenteurer mit Naofumi zusammenschließen. Als die Abenteurerin Myne, die sich Naofumi kurzzeitig anschließt, ihn der Vergewaltigung bezichtigt, wird der Held des Schilds mit einem weiter geschädigten Ruf aus dem Schloss gejagt. Ohne Möglichkeit, sich und seine Fähigkeiten zu verbessern, erhält er vom Sklavenhändler Beloukas die Option einen Sklaven als Gefährten zu erkaufen. Von ihm erhält Naofumi das kränkliche Biestmenschenmädchen „Raphtalia“, die zudem an einem Trauma leidet. Er schafft es, sie gesund zu pflegen. Gemeinsam retten die beiden während der zweiten Monsterwelle – die erste Welle fand vor der Beschwörung der Helden statt – das Dorf Lute im Königreich. Als Motoyasu während eines Banketts von Myne – die sich zudem als Prinzessin Malty herausstellt – erfährt, dass Naofumi ein Mädchen als Sklaven gekauft hat, fordert dieser den Helden des Schilds zu einem Duell heraus, welches Naofumi schließlich verliert und mit ansehen muss, wie seine Begleiterin gegen ihren Willen von ihrem Sklavendasein befreit wird.
Raphtalia entschließt sich, ein neues Sklavensiegel zu erhalten, welches sie bei Beloukas erneuern lassen. Zudem kauft sich Naofumi ein Monsterei, aus welchem später mit Filo, ein Filolialküken schlüpft. Filo ist eine Filolial-Königin und hat als diese die Fähigkeit eine menschliche Gestalt anzunehmen. Gemeinsam streifen sie durch das Königreich und erhalten durch ihre Taten von der Bevölkerung den Ruf des „Heiligen des himmlischen Vogels“: So retten sie ein Dorf vor der Zerstörung durch ein mutiertes Pflanzenmonster, heilen Menschen vor dem Fluch eines getöteten Drachen, versorgen Geflüchtete mit Lebensmitteln und bringen Melty, die Tochter eines Adeligen zurück ins Königreich Melromarc. Es stellt sich heraus, dass die anderen Helden für die meisten Vorfälle verantwortlich sind. In der dritten Welle, die alsbald über Melromarc hereinbricht, ist es Naofumi, der das Bossmonster, ein „Seelenfresser“, besiegen kann. Allerdings stellt sich heraus, dass die Welle damit nicht vorüber ist, denn mit Glass stellt sich die eigentliche finale Gegnerin der Welle vor. Naofumi und seine Gruppe können vor der scheinbar nicht schlagbaren Gegnerin fliehen und die Welle – welche zeitlich begrenzt ist – abwehren.
Am Königreich zurückgekehrt hat Naofumi abermals einen offenen Schlagabtausch mit König Aultcray. Auf dem Rückweg zu seiner Gruppe erhält Naofumi von einer Hofdame eine Warnung, dass im Hintergrund ein Komplott gegen ihn geplant ist. Melty, die sich zwischenzeitlich als Tochter des Königs Aultcray und offizielle Thronfolgerin herausgestellt hat, kann Naofumi einholen und versucht, diesen zurück ins Königreich zu beordern. Als Naofumi bemerkt, dass die Entourage (Gefolgschaft im königlichen Hof, Hofstaat, Höflinge) versucht, einen Anschlag auf die Prinzessin zu verüben, rettet er sie vor dem Tod. Allerdings nehmen die Soldaten mit einer Kristallkugel Videomaterial auf und verändern dieses, sodass Naofumi und seine Gefährten als scheinbare Entführer dargestellt werden. Es stellt sich heraus, dass die Kirche der „Drei heiligen Helden“ und Meltys ältere Schwester hinter dem versuchten Attentat stellen. Auf der Flucht wird Melty von einem Adeligen entführt und auf dessen Anwesen überführt. Naofumi, Raphtalia und Filo können das Anwesen stürmen und Melty vor dem Adeligen retten. Zudem kommt heraus, dass Raphtalia von diesem Adeligen in ihrer Vergangenheit gefoltert wurde und ihre Kindheitsfreundin infolge der Folter durch eine Krankheit starb. Idol Rabier, so der Name des Adeligen, löst das Siegel eines antiken Drachenmonsters, welches beginnt, den Helden des Schilds und dessen Gefährten zu verfolgen. An einem See mitten im Wald wird die Gruppe von der amtierenden Filolial-Königin Fitoria gerettet und in ihr Königreich gebracht. Naofumi erklärt ihr auf ihre Frage die Situation und was zwischen den Helden vorgefallen ist. Fitoria droht, die Helden umzubringen, sollten diese sich nicht vertragen. Nach einem Kampf zwischen Filo und Fitoria beschließt letztere die Gruppe zu verschonen und teleportiert diese in die Nähe eines weiteren Helden. Es kommt zu einem Duell zwischen dem Speerhelden Motoyasu und Naofumi. Dieser verdächtigt den Helden des Schilds, Ren und Itsuki heimtückisch ermordet zu haben. Allerdings stellt sich dies als Intrige heraus, angezettelt durch Papst Balmus. Ren und Itsuki stoßen zu den übrigen Helden und beschließen nach einer hitzigen Diskussion gemeinsam gegen den Papst zu kämpfen. Nur dank der Hilfe der Königin von Melromarc, die sich auf der Heimreise von einem diplomatischen Krisengipfel befindet, gelingt es Naofumi schließlich, Balmus zu besiegen, wobei dieser aber schwerste Verletzungen davonträgt.
Wenige Tage nach den Vorfällen mit der Kirche werden Aultcray und Prinzessin Malty vor Gericht gestellt und von der Königin für ihre Taten zum Tode verurteilt. Naofumi verhindert die Vollstreckung des Urteils unter der Bedingung, dass sowohl der König als auch die zweite Prinzessin fortan unter neuem Namen leben müssen, die der Held des Schilds festgelegt hat. Von Mirellia, der Königin Melromarcs, erfahren die Helden, dass sie zu den Cal-Mira-Archipeln reisen können, um dort ihre Fähigkeiten verbessern und sich verstärken zu können. Auf dem Weg nach Cal Mira treffen Naofumi und seine Gruppe auf L’Arc Berg und Therese Alexandrite mit denen sie sich anfreunden und gemeinsam trainieren. Durch Zufall finden Naofumi und seine Gefährten heraus, dass die vierte Monsterwelle kurz bevorsteht und droht, Cal Mira zu zerstören. Mit einer Flotte begegnen die Helden die Monster und können den finalen Gegner dank der Hilfe von L’Arc und Therese bezwingen. Allerdings stellt sich heraus, dass die beiden Helden aus einer anderen Welt sind, die ebenfalls droht, zerstört zu werden. Ihr Ziel ist es, die Helden die nach Melromarc beschworen worden, zu töten. Auch Glass, die später zu L’Arc und Therese stößt, gibt sich als Heldin dieser anderen Dimension zu erkennen. Die vierte Welle kann abermals abgewehrt werden, sodass sich die drei Helden aus der anderen Welt zurückziehen. Für seine Taten wird Naofumi als Landesherr von Seyatte, in dessen Grenzen sich Raphtalias Heimatdorf befindet, berufen.

## Welt
Die Welt in The Rising of the Shield Hero ist eine wenig industrialisierte, mittelalterlich anmutende Welt mediterranen Klimas. Diese wird in regelmäßigen Abständen von „Wellen der Katastrophe“ heimgesucht. Nachdem die erste dieser Monsterwellen mit größter Mühe abgewehrt werden konnte, beschloss das Königreich Melromarc die vier Helden zu beschwören, die in der Lage sind, die Wellen allesamt zu besiegen.
Neben dem Matriarchat Melromarc existieren weitere Länder und Königreiche in dieser Welt, darunter Siltvelt und Schildfrieden. Die Welt wird von Menschen, Demis und Bestienmenschen bewohnt. Die Sklaverei ist in Melromarc und in einigen der Nachbarländer erlaubt. Demis sind subhumaniode Lebewesen mit tierischen Merkmalen, wobei die menschliche Komponente überwiegt. Bei den Bestienmenschen überwiegt die tierische Seite. In Melromarc gelten Demis als Lebewesen zweiter Klasse und werden dort deshalb unter anderem als Sklaven gehalten. In Siltvelt und Schildfrieden sind Demis dem Menschen gleichgestellt.

## Produktion
Am 22. Juni 2017 wurde angekündigt, dass Aneko Yusagis Tate no Yūsha no Nariagari eine Umsetzung als Anime erhalten werde. Es wurden Flyer veröffentlicht, die auf ein Promo-Video zur Serie hinweisen, das während der Anime Expo am 1. Juli gleichen Jahres gezeigt wurde. Kadokawa gab während der Expo einen Teil des Produktionsteams bekannt. Ein weiterer Teil des Teams wurde Anfang August 2018 vorgestellt. Das Produktionsteam bestand unter anderem aus:
- Animationsstudio: Kinema Citrus, Dr. Movie (ab Staffel 2)[8][9]
- Regisseur: Takao Abe (Staffel 1), Masato Jinbo (ab Staffel 2)[8][9]
- Drehbuch: Keigo Koynagi
- Editing: Hitomi Sudō
- Charakterdesigner: Masahiro Suwa
- Monsterdesign: Satoshi Mori von Gift Animation
- Farbdesign: Anna Okamatsu
- Bewegungsanimation: Hidekatsu Uemura von Sublimation
- Filmmusik: Kevin Penkin
- Sounddirector: Fumiyuki Go
- Klangproduktion: Glovision
- Musikproduktion: Shun’ichi Uemura (Nippon Columbia), Hiromitsu Ijima

Am 8. Dezember 2018 wurde der Start der Animeserie für den 9. Januar 2019 angekündigt.
In einem Interview mit Trending Anime während der Crunchyroll Expo im Jahr 2018 verriet Jun’ichirō Tamura Unterschiede zwischen der Vorlage Adaption: So wurde Naofumis Persönlichkeit erwachsener als in der Light-Novel-Reihe gemacht. In einem weiteren Interview mit Anime News Network verrieten Produzenten, dass es mehrere Probleme gab, die allerdings gelöst werden konnten. So gleicht die Welt einem Videospiel und Statusmeldungen, der Erhalt von Erfahrungspunkten oder das Erlernen einer neuen Eigenschaft mussten visualisiert werden. Keigo Koyanagi und Takao Abo erzählten in einem Gespräch mit Crunchyroll, dass der Leiter des Studios Kinema Citrus, Muneki Ogasawara, eines Tages mit einer Tasche voller Romane des Franchises auf sie zukam und sagte, dass er diese Serie als Anime umgesetzt haben möchte. Koyanagi arbeitete zu dem Zeitpunkt noch an Material für Made in Abyss.
Das Projekt wurde bereits im Jahr 2016 den Mitarbeitern des Studios vorgestellt. Vor der Erarbeitung der Episoden las sich Drehbuchautor Keigo Koyanagi die Bände der Vorlage komplett durch und entschied, welche Stellen die Zuschauer in der Anime-Umsetzung gerne sehen würden. Aufgrund der begrenzten Länge einer einzelnen Episode habe sich nicht alles übertragen lassen. Koyanagi beschreibt, dass ihm bei dem Auswahlprozess regelmäßig das Herz blutete. Bei den anfänglichen Drehbuch-Meetings war die Autorin der Light-Novel-Serie, Aneko Yusagi, anwesend. Yusagi prüfte die Drehbücher, die Storyboards, merkte mögliche Fehler im Setting an und gab den Produzenten Hinweise zu den Fähigkeiten der vier Helden. Die Charakterdesigns werden von Seira Minami, die die Charaktere im Originalwerk zeichnet, überprüft.
Regisseur Takao Abo erzählte in einem Interview mit dem deutschen Magazin AnimaniA, dass er zuvor nicht mit dem Isekai-Genre vertraut gewesen ist.
Es wurden für die erste Staffel insgesamt 25 Folgen produziert, die je eine Laufzeit von 25 Minuten haben – mit Ausnahme der ersten, 47 Minuten langen Folge. Während der Crunchyroll Expo am 1. September 2019 wurde mitgeteilt, dass der Anime sowohl eine zweite als auch eine dritte Staffel erhalten wird. Etwa ein Jahr später wurde bekannt gegeben, dass die zweite Staffel im Laufe des Jahres 2021 startet. Als Regisseur fungiert dieses Mal Masato Jinbo, welcher bereits an der Serienproduktion von Chaos;Child involviert war. Zudem wurde mit Dr. Movie ein weiteres Studio ins Boot gehalt. Masahiro Suwa und Kevin Penkin, die bereits an der ersten Staffel als Charakterdesigner bzw. Komponist mitgewirkt haben, sind abermals am Entstehungsprozess der Serie beteiligt. Am 6. März 2021 wurde bekanntgegeben, dass die zweite Staffel im Oktober gleichen Jahres anlaufen sollte. Anfang Juli teilte das Produktionsteam jedoch mit, dass sich der Start der zweiten Staffel aus nicht näher beschriebenen unterschiedlichen Gründen auf April des Jahres 2022 hinauszögert.
Die japanische Popgruppe Madkid und die Sängerin Chiai Fujikawa, die bereits in der ersten Staffel als Titelinterpreten zu hören waren, singen mit Bring Back und Yuzurenai den Vor- bzw. Abspanntitel. Die zweite Staffel umfasst insgesamt 13 Episoden.

## Veröffentlichung

### Fernsehen und Simulcast
Die 25 Episoden der ersten Staffel des Anime wurden zwischen dem 9. Januar 2019 und dem 26. Juni gleichen Jahres von den japanischen Sendern Tokyo MX, Sun Television, KBS Kyōto, AT-X, TV Aichi, TVQ und BS11 gezeigt. Der Simulcast-Anbieter Crunchyroll zeigte die Serie am gleichen Tag nach der Ausstrahlung der jeweiligen Folge im Internet auf weltweiter Ebene, Asien ausgenommen. Crunchyroll erarbeitete zusammen mit Funimation englische Synchronfassungen, die zeitnah zur Veröffentlichung der Serie im Originalton mit englischen Untertiteln beim Simulcast-Anbieter gezeigt wurden. Ursprünglich sollten die auf Englisch übersetzten Versionen der Serie zeitgleich zur japanischen Veröffentlichung stattfinden, jedoch wurde etwas später angekündigt, dass sich die Ausstrahlung der englisch synchronisierten Episoden um zwei Wochen verzögert, sodass die letzte Episode am 10. Juli gezeigt wurde.
Crunchyroll gab am 14. Mai 2020 bekannt, dass The Rising of the Shield Hero einer von drei Animeserien ist, die eine deutsche Synchronfassung erhalten werde und ab dem 16. Juli auf dem PayTV-Sender TNT Comedy ausgestrahlt wird. Die Ausstrahlung erfolgt kurz nach Mitternacht, zählt jedoch zum Fernsehtag des Vortages. Jeden Donnerstag nach der Ausstrahlung werden die Episoden auf Crunchyroll mit der Synchronisation hinzugefügt.
Die zweite Staffel wurde ursprünglich für eine Ausstrahlung im japanischen Fernsehen im Oktober des Jahres 2021 angekündigt, jedoch wurde der Start aus nicht näher bezeichneten verschiedenen Gründen auf April 2022 verschoben. Crunchyroll kündigte bereits im März des Jahres 2021 an, die zweite Staffel im Simulcast zu zeigen. Die zweite Staffel lief vom 6. April bis zum 29. Juni 2022 im japanischen Fernsehen. Die Veröffentlichung der dritten Staffel erfolgte am 6. Oktober und ist bei Crunchyroll abrufbar.
Am 1. Juli 2024 erschien die erste Staffel auf Netflix und im August die zweite Staffel.

### Heimvideo

#### Japan
Zwischen dem 24. April 2019 und dem 24. Juli wurde der Anime in Japan auf DVD und Blu-ray veröffentlicht. Das dritte Volume erschien am 26. Juni 2019 zum Finale der ersten Staffel.
| Volume | Veröffentlichung (Japan) | Inhalte | Quellen       |
| ------ | ------------------------ | --- | ------------- |
| 1      | 24. April 2019           | • Illustration des Charakters Naofumi Iwatani • A3-Artboard • Episoden 1–7 • Beilageheft mit einer Kurz-Light-Novel von Aneko Yusagi                                                                | [ 31 ] [ 32 ] |
| 2      | 24. April 2019           | • Illustration des Charakters Raphtalia • Vorspann- und Abspann ohne Text • Episoden 8–13 • Beilageheft mit einer Kurz-Light-Novel und Manga von Aneko Yusagi • Audiokommentar • Setting Collection | [ 31 ] [ 32 ] |
| 3      | 26. Juni 2019            | • Illustration des Charakters Filo • Audiokommentare • Promo-Videos • Episoden 14–19 • Beilageheft mit einer Kurz-Light-Novel und Kurz-Manga von Aneko Yusagi                                       | [ 31 ] [ 32 ] |
| 4      | 24. Juli 2019            | • Illustration des Charakters Melty Q. Melromarc • Audiokommentare • Werbespots • Episoden 20–25 • Beilageheft mit einer Kurz-Light-Novel und Kurz-Manga von Aneko Yusagi • Setting Collection      | [ 31 ] [ 32 ] |

#### Vereinigtes Königreich und Republik Irland
Der Vertrieb Manga Entertainment hat angekündigt, die Serie in zwei Volumes auf Blu-ray und DVD zu veröffentlichen. Das erste Volume, welches die ersten 13 Episoden beinhaltet, wurde am 1. Juni 2020 herausgebracht. Eine limitierte Version enthält zudem ein Sammelschuber, eine 120-seitiges Artbook, Schlüsselanhänger, Artcards, Sticker und ein Poster. Auch Teil zwei, der die verbleibenden zwölf Episoden beinhaltet, erschien am 1. Juni 2020. Wie bereits beim ersten Volume kommt das zweite Volume in einer limitierten Fassung, die ein 200-seitiges Light-Novel-Booklet als Zusatzmaterial hat. In diesem sind Material, dass zu der japanischen Blu-ray-Version veröffentlicht wurde, zu sehen.

#### Deutschsprachiger Raum
Der Anime-Publisher Kazé gab am 20. Juni 2020 bekannt, die Serie im deutschsprachigen Raum auf DVD und Blu-ray zu veröffentlichen. Die Veröffentlichung bei Kazé ist für Anfang 2021 geplant. Am 21. Mai 2023 wurde bekannt, dass Crunchyroll Anime die zweite Staffel im deutschsprachigen Raum auf DVD und Blu-ray auf den Markt bringt.

## Synchronisation
Die Synchronisation übernimmt das Oxygen Sound Studios in Berlin. Die Dialogdrehbücher stammen von Birte Baumgardt, Björn Schalla und Philip Gaube. Birte Baumgardt führt die Dialogregie.
| Rolle                          | Japanische Stimme (Seiyū) | Deutsche Stimme   |
| ------------------------------ | ------------------------- | ----------------- |
| Naofumi Iwatani                | Kaito Ishikawa            | Björn Schalla     |
| Raphtalia                      | Asami Seto                | Birte Baumgardt   |
| Filo                           | Rina Hidaka               | Léa Mariage       |
| Motoyasu Kitamura              | Makoto Takahashi          | Arne Stephan      |
| Ren Amaki                      | Yoshitsugu Matsuoka       | Ricardo Richter   |
| Itsuki Kawasumi                | Yoshitaka Yamaya          | Christian Zeiger  |
| Malty S. Melromarc (Myne)      | Sarah Emi Bridcutt        | Sonja Spuhl       |
| Papst Biscas T. Balmus         | Takayuki Sugō             | Uwe Büschken      |
| König Aultcray Melromarc XXXII | Yutaka Nakano             | Axel Lutter       |
| Melty Q. Melromarc             | Maaya Uchida              | Daniela Molina    |
| Van Reichnott                  | Taku Yashiro              | Kim Hasper        |
| Mirellia Q. Melromarc          | Kikuko Inoue              | Victoria Sturm    |
| Fitoria                        | Sakura Tange              | Rieke Werner      |
| Sklavenhändler Beloukas        | Ken’ichi Okada            | Gerald Schaale    |
| Waffenschmied Elhart           | Hiroki Yasumoto           | Oliver Siebeck    |
| Rishia Ivyred                  | Natsuko Hara              | Moira May         |
| L’Arc Berg                     | Jun Fukuyama              | Tim Knauer        |
| Therese Alexandrite            | Saori Hayami              | Giuliana Jakobeit |
| Glass                          | Megumi Han                | Alice Bauer       |
| Ost Hōrai                      | Kana Hanazawa             | Berenice Weichert |
| Kyō Ethnina                    | Ryouhei Kimura            | Jan Makino        |

## Charaktere

### Hauptcharaktere

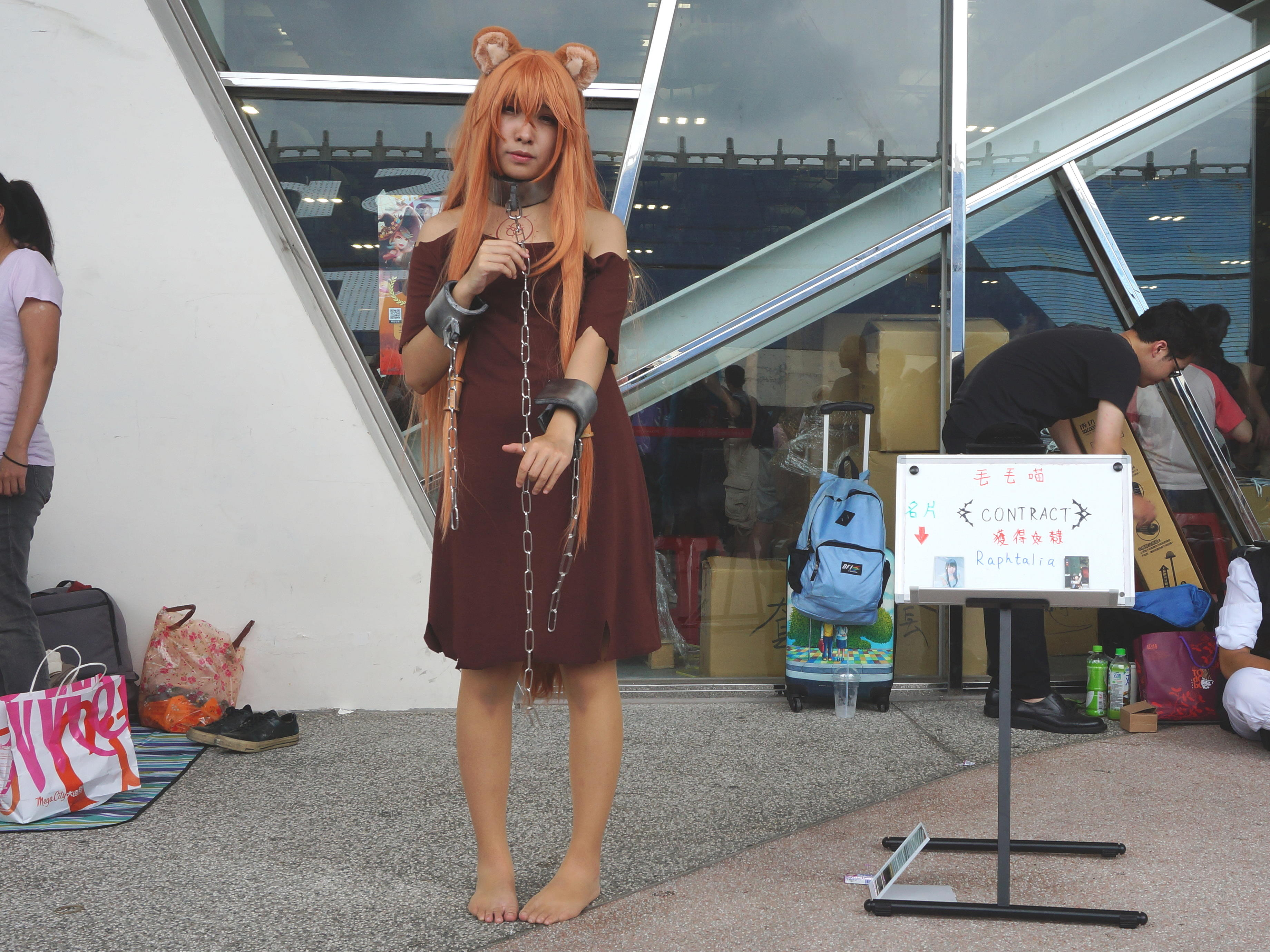
Cosplayerin als Raphtalia, 2019.

Naofumi Iwatani (岩谷 尚文, Iwatani Naofumi)
Naofumi Iwatani ist ein 20-jähriger Student und Otaku. Er wird eines Tages während des Lesens des Buches „Chroniken der vier heiligen Waffen“ in eine andere Computerspiel-ähnliche Welt gesogen und zu einem der vier heiligen Helden. Seine Waffe ist der Schild. Da er allgemein als der schwächste der vier Helden gilt und persönlich keinerlei Kenntnis von der neuen Welt besitzt, will sich ihm zunächst niemand auf seiner Reise anschließen. Seine erste Begleiterin, Myne, beschuldigt ihn der Vergewaltigung, wodurch sein Stand im Königreich tief sinkt. Dies führt dazu, dass er sich eine als Sklavin gehaltene subhumaniodes Mädchen mit Merkmalen eines Tieres als Begleiterin kauft. Aufgrund der Ablehnung durch die Gesellschaft und der Vorwürfe, die gegen ihn erhoben werden, hat er eine zynische und misstrauische Einstellung gegenüber der dortigen Bevölkerung aufgebaut. Weil er das Heldendasein als Last empfindet und gegen seinen Willen in die neue Welt gebracht wurde, schreckt Naofumi nicht vor unlauteren Mitteln zurück, um sein eigenes Überleben zu sichern, weswegen er häufig von seinen Mitstreitern – die anderen Helden – und die Bewohner des Landes scharf kritisiert wird und unverstanden bleibt. Obwohl er durch die negativen Erfahrungen in der neuen fremden Welt dem Fremden allgemein nicht mehr vertraut, versucht Naofumi im Innersten stets für diejenigen zu kämpfen, die an ihn glauben.
Raphtalia (ラフタリア, Rafutaria)
Raphtalia ist ein „Demi“, ein subhumanoides Wesen mit den Merkmalen eines Tanuki. Sie lebte bis zur Ankunft der ersten Monsterwelle als freie Bewohnerin mit ihren Eltern in einem Fischerdorf an der Küste von Seyaette im Königreich Melromarc. Kurz nach der Welle wurden sie und die anderen überlebenden Dorfbewohnern von den königlichen Rittern verschleppt. Raphtalia gelang so in die Hände eines Adligen, der Demis hasst und es liebt diese in seinem Kerker zu knechten und foltern. Sie wurde danach fast völlig entkräftet und mit schweren Traumata an den Sklavenhändler Beloukas verkauft. Danach wurde sie an Naofumi, dem Helden des Schilds, veräußert. Als Begleiterin und Sklavin Naofumis wird sie von ihm gesund gepflegt. Anfangs war sie ängstlich und zurückhaltend ihm gegenüber. Als sie von ihm erfährt, dass er der Held des Schildes ist und jemanden braucht, der für ihn kämpft wird sie offener. Sie schwört, ihm im Kampf als sein „Schwert“ zur Seite zu stehen. Auch nachdem ihr Sklavensiegel gelöst wurde, hat sie ihr Versprechen ihm gegenüber erneuert. Raphtalia entwickelt im Laufe der Serie romantische Gefühle für ihn.
Filo (フィーロ, Fīro)
Filo ist ein Filolial, ein vogelähnliches Geschöpf, das in der Lage ist die Gestalt eines menschlichen Mädchens anzunehmen. Naofumi hat sie als Ei vom Sklavenhändler gekauft. Filo ist in ihrer Vogelform wesentlich größer als Naofumi und etwas korpulenter im Vergleich zu anderen Filolials, denen die Gruppe bis dahin begegnet ist; In ihrer menschlichen Form sieht sie aus wie ein neunjähriges Mädchen mit blonden langen Haaren, blauen Augen und weißen Flügeln. Sie liebt es, den Planwagen von Naofumi zu ziehen und besitzt einen guten Appetit. Nach einem Kampf mit der derzeitigen Königin der Filolials wird Filo von ihr als ihre Nachfolgerin auserkoren. Sie ist mit Melty Q. Melromarc, der jüngeren zweiten Prinzessin und Thronfolgerin von Melromarc befreundet.
Melty Q. Melromarc (メルティ＝Q＝メルロマルク, Meritto Meromaruku)
Melty ist ein neun bis zehn Jahre altes Mädchen, Prinzessin und Thronfolgerin des Königreiches Melromarc. Da Naofumi die Königsfamilie aufgrund ihrer bisherigen Taten verabscheut hat sie anfangs einen schweren Stand bei ihm. Auch als sie von dem Helden des Schilds vor einer Attacke der königlichen Rittern gerettet wird, bleibt das Verhältnis zu ihm zunächst kühl. Melty bittet ihn dennoch sie zu beschützen. Erst auf der Flucht vor den königlichen Garden, den übrigen Helden und ihrer älteren Schwester, schafft sie es nach und nach das Eis zu brechen und das Vertrauen Naofumis zu gewinnen. Als sie bei einem Adligen unterkommen und dessen Anwesen von der Leibgarde Idol Rabiers überfallen werden, lässt Melty sich von ihm festnehmen, um den anderen der Gruppe eine Fluchtmöglichkeit zu bieten. Sie wird von Naofumi gerettet. Sie hat lilafarbene Haare, die links und rechts zu zwei Zöpfen verbunden wurden und lilafarbene Augen. Sie ist mit Filo befreundet.

### Beschworene Helden

#### Legendäre Helden
Motoyasu Kitamura (北村 元康, Kitamura Motoyasu)
Motoyasu Kitamura ist der Held des Speers, der gemeinsam mit Ren Amaki, Itsuki Kawasumi und Naofumi Iwatani in die neue Welt beschworen wurde. Kitamura besitzt im Gegensatz zu Naofumi Wissen über diese Welt. Er ist 21 Jahre alt und Student. Kitamura hat blondes Haar und trägt einen Zopf. Er gilt als Frauenheld und zeigt Anzeichen des Lolita-Komplex. Sein Team besteht aus vier Abenteuerinnen, darunter Myne, die Naofumi beschuldigt hat sie sexuell missbraucht zu haben. Das ist einer der Gründe, weshalb er gegenüber Naofumi eine Ablehnung empfindet. Dennoch zeigt er einen einfältigen naiven Charakter und lässt sich von Myne steuern. So wird er mehrfach von ihr angestachelt sich mit Naofumi zu duellieren. Da Kitamura die Welt als Computerspiel betrachtet, ist er sich nicht über die Folgen seiner Taten bewusst: Er findet einen manipulierten Samen eines Alchemisten und lässt diesen in einem Dorf pflanzen, um so einer Hungersnot entgegenzuwirken. Doch einer Legende zufolge wurde der Samen verschlossen, da dieser Unheil über die Welt bringen kann. In der Light-Novel-Reihe erfährt der Leser, dass Kitamura von einem Freund und Klassenkameraden missverständlicherweise erstochen wurde.
Ren Amaki (天木 錬, Amaki Ren)
Ren Amaki ist der Held des Schwerts und wurde gemeinsam mit Kitamura, Kawasumi und Iwatani beschworen. Er besitzt einen ruhigen und kühlen Charakter. Wie auch Kitamura besitzt auch Amaki durch das Spielen diverser VRMMO-Onlinespiele Wissen über diese Welt. Er behält in hitzigen Situationen meist einen kühlen Kopf. Als Naofumi vor den königlichen Wachen fliehen muss stellt er auf dessen Bitte Untersuchungen an, da Naofumi eine Verschwörung vermutet. Obwohl er ziemlich gelassen wirkt hat auch er Vorbehalte gegenüber Naofumi, da dieser ihm eine lukrative Aufgabe vor der Nase weggeschnappt hat. Da Amaki die Welt als ein VRMMO-Computerspiel betrachtet ist er sich nicht über die Konsequenz seiner Handlungen bewusst: Er besiegt einen Drachen, lässt diesen aber liegen, da der tote Körper seiner Meinung nach despawned und löst somit eine Epidemie aus. Dennoch besitzt er eine nachdenkliche und reflektierende Persönlichkeit. In der Light Novel wird Ren bei seinem Versuch seinen Freund zu retten von einem Mörder umgebracht.
Itsuki Kawasumi (川澄 樹, Kawasumi Itsuki)
Itsuki Kawasumi ist der Held des Bogens, der mit Iwatani, Kitamura und Amaki als einer der vier heiligen Helden in die neue Welt beschworen wurde. Auch er hat sich durch diverse Videospiele Wissen über diese Welt aneignen können. Er hat eine etwas schüchterne und beschwichtigende Persönlichkeit. Er entwickelt eine Ablehnung gegenüber Naofumi, da auch er durch ihn um einen Auftrag gebracht wurde. Da Kawasumi wie auch Amaki und Kitamura die Welt wie ein Computerspiel, das sie gespielt haben, betrachten, denken sie nicht über die Konsequenzen ihres Handelns nach. So führt Kawasumi eine Rebellentruppe an, um den Herrscher eines im Norden liegenden Gebietes zu stürzen, ohne zu bedenken, dass der neue Herrscher schnell in dasselbe Muster verfällt und aufgrund der Umsturzaktion die Lebensverhältnisse der Menschen weiter verschlechtert werden und dadurch eine neue Flüchtlingswelle ausgelöst wird. In der Light Novel erfährt man, dass Kawasumi von einem Truck überrollt wurde.

#### Seven Star und Vessel-Helden
Glass (グラス, Gurasu)
Glass ist die Heldin des Fächers und kommt aus einer anderen Welt. Sie ist kühl und besitzt ein großes Ehrgefühl. Ihr Ziel ist es, die vier Helden umzubringen, um ihre Welt zu retten, die ebenfalls von Monsterwellen heimgesucht wird. Sie trifft erstmals während der dritten Welle auf die vier Helden und akzeptiert lediglich Naofumi als solchen. In der vierten Welle unterstützt sie die ihre Gefährten beim Versuch Naofumi zu töten. Allerdings müssen sie sich zurückziehen, da Naofumi ihre Schwäche entdeckt hat: Den „Seelenfresser“-Schild. Sie hat lange schwarze Haare und trägt einen Kimono.
L’Arc Berg (ラルクベルク, Rarukuberuku)
L’Arc Berg ist der Held der Sense und stammt wie Glass aus einer anderen Welt, die ebenfalls von den Wellen der Katastrophe bedroht wird. Er ist muskulös, trägt ein Tattoo am Oberarm und hat rote Haare. Er ist ein sehr gelassener Typ. Er freundet sich mit Naofumi an, als sie gemeinsam auf dem Weg zum Insel Cal Mira sind, um dort zu trainieren. Da er von den Gerüchten über den Helden des Schilds gehört hat, glaubt er nicht daran, dass Naofumi der besagter Held ist. Erst während der vierten Welle auf hoher See erkennt er dies und fordert Naofumi zu einem Kampf auf Leben und Tod heraus.

### Antagonisten
Malty S. Melromarc (マルティ＝S＝メルロマルク, Maruti Meruromaruku)
Malty S. Melromarc, als Abenteurerin Myne heißend, ist die älteste Tochter des Königs Aultcray Melromarc XXXII und Königin Mirella Q. Melromarc. Als ältestes Kind sollte sie die Thronfolge erben, allerdings bereitet sie anderen Menschen durch ihre Persönlichkeit Probleme, sodass die Thronfolge an ihre jüngere Schwester Melty vergeben wurde. Malty ist eine chronische Lügnerin und darauf bedacht, sich in den Gunsten des Königs und dem Helden des Speers, dessen Team sie angehört, gut zu stellen. Sie schließt unter anderem mit der Drei-Helden-Staatskirche einen Pakt, um den Helden des Schilds aus dem Weg zu räumen. So bezichtigt sie ihn fälschlicherweise der Vergewaltigung und versucht ihn später als Entführer ihrer Schwester dastehen zu lassen. Weil ihr die Thronfolge zugunsten ihrer Schwester aberkannt wurde, versucht Melty ihre Schwester zu töten. Die Machenschaften werden später durch ein öffentlich abgehaltenes Gericht bekannt. In der Light Novel wird beschrieben, dass Malty nicht davor zurückschreckt andere Teamkameradinnen, die ihr in den Weg kommen, entführen zu lassen und als Sklavinnen zu verkaufen.
Aultcray Melromarc XXXII (オルトクレイ＝メルロマルク, Orutokurai Meromaruku XXXII)
Aultcray Melromarc XXXII ist der König von Melromarc und ließ die vier Helden nach der mühevollen Abwehr der ersten Welle beschwören. Er zeigt eine Abneigung gegenüber den Helden des Schilds, was einer Tat des vorherigen Schildhelden zugrunde liegt. Er hasst Demis und ist ein Gläubiger der Drei-Helden-Kirche. Er wird von seiner Frau aufgrund begangener schwerer Verbrechen zum Tode verurteilt, doch aufgrund Naofumis Eingreifen verschont.
Papst Biscas T. Balmus (ビスカッティ＝T＝バルマス, Bisukatti Barumasu)
Biscas T. Balmus ist der Papst und damit Oberhaupt der Drei-Helden-Kirche. Er verehrt die Helden des Speers, des Schwerts und des Bogens, während er den Helden des Schilds als Teufel brandmarkt. Aufgrund der Unfähigkeit der drei Helden und dem damit verbundenen Einflussverlust der Kirche, versucht er sowohl den Helden des Schilds als auch die drei anderen Helden zu ermorden, um neue Helden beschwören zu können und seine Macht zu festigen. Balmus plant eine Verschwörung, um an die Macht Melromarcs zu kommen, die Monarchie abzuschaffen und stattdessen einen theokratischen Staat zu errichten.
Die Drei-Helden-Kirche
Die Drei-Helden-Kirche ist die Staatsreligion von Melromarc, die die Helden des Schwerts, des Bogens und des Speers verehren und in den Helden des Schilds den Teufel sehen. Die Kirche spaltete sich von der Vier-Helden-Kirche ab, nachdem der vorherige Held des Schilds den Demis verhalf eine eigene Nation zu gründen. Nachdem Königin Mirellia, die nicht dem Glauben der Drei-Helden-Kirche angehört, auf eine diplomatische Reise aufbricht, beeinflusst die Kirche König Aultcray die vier Helden in diese Welt heraufzubeschwören, in der Hoffnung die Helden des Speers, des Schwerts und des Bogens zu manipulieren und gegen den Helden des Schilds aufzuhetzen. Trotz dieser Versuche und der Inkompetenz der drei anderen Helden verliert die Kirche, auch aufgrund der Heldentaten Naofumis, Einfluss in der Bevölkerung. Dies führt dazu, dass die Kirche versucht, Naofumi den Angriff und die Entführung der zweiten Prinzessin anzuhängen. Da der Papst Motoyasu, Ren und Itsuki vorwirft „falsche Helden“ zu sein und in sich Gott sieht, versuchen er und die Kirche die vier Helden zu töten und einen politischen Umsturz in Melromarc zu starten. Die Pläne werden allerdings zerschlagen und die Drei-Helden-Kirche aufgelöst.

### Unterstützende Charaktere
Mirellia Q. Melromarc (ミレリア＝Q＝メルロマルク, Mirellia Meromaruku)
Mirellia Q. Melromarc ist die Königin des Königreichs Melromarc. Da Melromarc matriarchal regiert wird, hat sie mehr Macht als ihr Mann dem König Aultcray. Sie befand sich auf einer diplomatischen Reise zu den anderen Nationen, brach diese allerdings ab, um den Helden im Kampf gegen die Drei-Helden-Kirche zur Seite zu stehen. Verärgert über die Missetaten ihres Mannes und ihrer ältesten Tochter lässt sie diese vor Gericht stellen und zum Tode verurteilen. Naofumi greift jedoch ins Geschehen ein und verschont das Leben beider.
Sie hat eine magische Affinität für die Eismagie. Mirellia ist eine fähige Diplomatin und Politikerin. Sie befehligt ein Heer geheimnisvoller Ninja-artiger Leibgarde, die „Schatten“ genannt werden und im Geheimen die vier Helden beobachten und notfalls eingreifen. Anders als die meisten Bewohner Melromarcs hat Mirellia keine Vorurteile gegenüber Demis und andere Bevölkerungsgruppen dieser Welt und versucht das Verhältnis zwischen beiden Rassen zu verbessern.
Keel (キール, Kīru)
Keel ist ein Hunde-Demi und ein Freund aus Raphtalias Kindertagen. Er wurde vom gleichen Adligen in seinem Kerker gefangen gehalten und gefoltert. Nach seiner Befreiung bleibt Keel beim Adligen Van Reichnott, der mit Melty befreundet ist. In der Light Novel ist Keel ein Mädchen, die als Junge aufgezogen wurde.
Fitoria (フィトリア, Fitoria)
Fitoria ist die Königin der Filolials und das letzte überlebende Mitglied der vorherigen Helden-Generation. Sie ist mehrere hundert Jahre alt. In ihrer Filolial-Form ist Fitoria ein riesiger Vogel mit bräunlich-rötlichem Federkleid, während sie in ihrer menschlichen Form weißes, kurzes Haar mit drei „Haar-Antennen“ und ein rosafarbenes Kleid trägt. Sie trifft erstmals auf Naofumi während eines Kampfes mit einem antiken drachenähnlichen Monster, welches von den vorherigen Helden magisch versiegelt wurde.
Fitoria versucht Naofumi zu überreden sich mit den anderen drei Helden zu versöhnen, die sie ansonsten alle vier Helden umbringen muss, um neue Helden beschwören zu können. Sie nimmt Melty als Geisel, um einen Kampf gegen Filo zu provozieren und austragen zu können. Im Kampf kann sie Filos potenziellen Fähigkeiten erkennen und ernennt sie darauf offiziell zu ihrer Nachfolgerin als zukünftige Filolial-Königin.
Therese Alexandrite (テリス＝アレキサンドライト, Terisu Arekisandoraito)
Therese Alexandrite ist die Begleiterin von L’Arc Berg und gemeinsam versuchen sie die vier Helden zu töten, um ihre eigene Welt vor der Zerstörung retten zu können. Sie freundet sich mit Naofumi an als sie gemeinsam auf dem Weg zum Archipel Cal Mira sind, um dort zu trainieren, unwissend dass Naofumi der Held des Schilds ist und bittet Naofumi ihr einen Armreif anzufertigen. Später kämpft sie während der vierten Welle an Glass und L’Arcs Seite gegen Naofumi. Therese besondere offensive Magie greift nur ihre Gegner an, die ihren Kameraden aber nicht schädigen. Sie kann aufgrund ihrer Herkunft mit Edelsteinen kommunizieren.
Lecia Ivyred (リーシア＝アイヴィレッド, Rishia Aivireddo)
Lecia war ein Mitglied aus der Gruppe des Bogen-Helden Itsuki, wurde aber verstoßen, da sie angeblich ein für den Helden wichtigen Gegenstand zerstört haben soll. In der vierten Welle unterstützt sie Naofumi im Kampf gegen Glass, indem sie ihm Fässer mit Alkohol mit Hilfe von Windmagie zuspielt und den Kampf zugunsten des Schildhelden wendet. Da sie aufgrund falscher Verdächtigung erfolglos versuchte sich zu ertränken, nimmt Naofumi Lecia bei sich auf bis Leica in der Lage ist, die Anschuldigungen gegen sich zu entkräften. Sie ist ungeschickt und besitzt wenig Selbstvertrauen, weswegen sie von den anderen eher als Ballast angesehen wird.

## Musik

### Vor- und Abspanntitel

#### Vorspann
| Nr. | Interpret | Titel      | Episoden | Anmerkungen                             |
| --- | --------- | ---------- | -------- | --------------------------------------- |
| 1   | Madkid    | Rise       | 1–12     |                                         |
| 2   | Madkid    | Faith      | 13–25    | Folgen 20, 21 und 25 ohne Vorspanntitel |
| 3   | Madkid    | Bring Back |          |                                         |

#### Abspann
| Nr. | Interpret      | Titel                                                                          | Episoden    | Anmerkungen |
| --- | -------------- | ------------------------------------------------------------------------------ | ----------- | --- |
| 1   | Chiai Fujikawa | きみの名前 Kimi no namae (Your Name)                                           | 2–3 5–12 25 | |
| 2   | Asami Seto     | Falling Through Starlight                                                      | 4           | |
| 3   | Chiai Fujikawa | あたしが隣にいるうちに Atashi ga Tonari ni Iru Uchi ni (While I’m Next to You) | 13–25       | Episode 25: あたしが隣にいるうちに Atashi ga Tonari ni Iru Uchi ni und きみの名前 Kimi no namae von Chiai Fujikawa im Abspann zu hören. |
| 4   | Kevin Penkin   | Cold Illusions                                                                 | 21          | Gesang: Ryan Greaves |
| 5   | Chiai Fujikawa | Yuruzenai                                                                      |             | |

### Offizieller Score
Die offizielle in der Serie zu hörende Musik wurde vom australischen Musikkomponisten Kevin Penkin, der sich auch für die Musik in den Animes Made in Abyss, Norn9 und Under the Dogs verantwortlich zeigte, komponiert. Da Penkin selbst japanisch sprechen kann, wurden Meetings und Videokonferenzen via Skype auf Japanisch abgehalten, in der Abo mit Penkin über den Klang der Musik sprechen konnte. Abo, Koyagani und Tamura zeigten sich von Penkins Arbeit begeistert. So sagte Koyanagi, dass die Musik außerhalb der Kampfszenen in der Lage sei, den Hörer in eine andere Welt zu versetzen.
Kevin Penkin fokussierte sich beim Komponieren der Stücke auf verschiedenste Aspekte, darunter die Emotionen des Protagonisten Naofumi. Laut Penkin habe die Musik der Serie auch eine pseudoreligiöse Richtung angenommen, nicht zuletzt durch die Nutzung von kirchlicher Instrumente oder Melodien und Harmonien, die typisch für Kirchen- oder Barockmusik sind. Die Welt, in der die Serie spielt, ist mediterran angehaucht, sodass Regisseur Abo die Idee einbrachte auch spanische Einflüsse, durch den Einsatz von Flamenco-Gitarren, in die Musik einzubinden. Weiterhin sagte Penkin, der einen Vergleich zwischen seiner Arbeit bei Made in Abyss und der Arbeit an der Musik für den Shield Hero, dass man mit der Musik in Made in Abyss auf spezifische Dinge aufmerksam machen wollte während dieses Projekt wesentlich umfangreicher war und eine ähnliche Herangehensweise an der Produktion von Videospielmusik erforderte. Beim Einspielen der Musik arbeitete Penkin mit verschiedenen Musikern zusammen.
Die Serienmusik erschien auf zwei Soundtracks: Dusk und Dawn über Nippon Columbia.

## Rezeption

### Kontroverse um die erste Folge
Aufgrund der Handlung wurde die erste Episode von einschlägigen Medien überwiegend negativ wahrgenommen und rezipiert. So erschienen bei Anime News Network fünf Besprechungen zum Serienstart, die gemischt bis negativ ausfielen. So empfanden fast alle die erste Episode aufgrund der Überflutung des Marktes an Isekai-Animes oder durch das Storytelling und die computerspielartig aufgebaute Welt als ermüdend und langweilig. Außerdem gingen sie auf die Kontroverse, die die Serie im Vorfeld ausgelöst hatte, ein: In dieser Episode wird der Protagonist Naofumi von einem weiblichen Charakter fälschlicherweise der versuchten Vergewaltigung bezichtigt. Theron Martin empfand diesen Aspekt als unnötig, da schon vorhersehbar war, dass sie den Protagonisten ausnutzen wollte. Nick Creamer ging in seinem Verriss mit diesem Teil der Geschichte besonders hart ins Gericht und schrieb, dass es unverantwortlich sei diese Thematik in einem Anime derartig darzustellen. Die Darstellung des Prozesses gegen den Protagonisten erinnere Creamer an antifeministische, verschwörungstheoretische Online-Memes. Falsche Verdächtigungen von Vergewaltigungen seien sehr selten, eine „winzige statische Anomie“, viel häufiger würden tatsächliche Vergewaltigungen nicht angezeigt und Opfer sexueller Gewalt würden durch solche Geschichten davon abgeschreckt, an die Öffentlichkeit zu treten. Dem Autor der Serie, dessen Geschlecht nicht bekannt ist, warf er vor, mit dem Werk seine Wut auf Frauen zum Ausdruck zu bringen, und den Fans genau das in der Serie zu suchen. Steve Jones von der gleichen Plattform wählte The Rising of the Shield Hero zum schlechtesten Anime des Jahres 2019, da dieser seiner Meinung nach Misogynie und Sklaverei glorifiziere.
Auch auf der Plattform S1E1 wurde die erste Folge der Animeserie negativ besprochen. Zwar konnte der Kritiker einige interessante Stellen in der Episode ausmachen, dennoch beschrieb der Rezensent die Folge aufgrund der verarbeiteten Themen um die Vergewaltigung und Sklaverei als „gefährlich und widerwertig.“ Der Charakter von Naofumi wirke aufgrund seiner gemachten Erfahrungen als verschlossen und misstrauisch, weswegen er sehr unsympathisch wirkt. Wegen dieser Aspekte wurde auch der Streaming-Dienstleister Crunchyroll wurde für seine Mitwirkung an der Serie kritisiert. Außerdem wurde Fans des Franchises vorgeworfen, in der Serie eine Erfüllung ihrer frauenverachtenden Fantasien zu finden.
Jesse Camou schrieb in seiner Kolumne auf ComicsVerse ebenfalls über den kontroversen Inhalt der ersten Folge und kam zum Schluss, dass der Anime versehentlich große Wellen geschlagen hat. Er meint, dass der Zeitpunkt der Produktion des Animes kurz nach dem Hochkommen der MeToo-Proteste unglücklich gewesen sei, da die Vorlage bereits seit 2012 erscheint und eine frühere Anime-Produktion eine Kontroverse womöglich klein gehalten hätte. Camou sagte aus, dass der Anime die MeToo-Bewegung in ein schlechtes Licht rücken würde, da die Episode impliziert, dass Frauen Männer aus eigenem Motiv hin falsch verdächtigen und wirkliche Opfer sexuellem Missbrauchs klein gehalten würden. Allerdings, so der Autor, zeige die erste Folge auch ein Problem der Bewegung auf.
In Japan selbst wurde die Episode nicht kontrovers wahrgenommen.

### Kommerzieller Erfolg
Seit dem Start der Animeserie haben sich die Verkaufszahlen der Light-Novel- und Manga-Serie nahezu verdoppelt. Zum Beginn der Serie lag die Zahl der verkauften Mangas und Light Novels bei 3,3 Millionen Exemplare. Im Februar 2019 wurde die Marke von vier Millionen verkauften Einheiten erreicht. Im April, nur zwei Monate später, erreichte das Franchise 6,2 Millionen verkaufte Exemplare.
Aufgrund des Erfolges von Serien wie KonoSuba, Re:Zero und eben The Rising of the Shield Hero kündigte Kadokawa an, künftig zu jeder Saison je einen Isekai-Anime produzieren zu wollen. Die Gewinne im Anime-Business sind aufgrund von Lizenzeinnahmen in Nordamerika unter anderen für The Rising of the Shield Hero im Vergleich zur Vorsaison gestiegen.
Am 27. April 2019 wurde eine Demoversion eines Videospiels veröffentlicht, welches auf der Animeserie basiert. Die Demo entstand mithilfe des RPG Maker MV. Inzwischen ist auch eine englische Version zum freien Download auf der Webseite des Animes verfügbar. Am 24. September gleichen Jahres wurde das vollwertige Spiel auf Steam unter dem Titel The Rising of the Shield Hero: Relive the Animation veröffentlicht.
Am 5. Oktober 2019 wurde bekanntgegeben, dass die Charaktere Naofumi Iwatani, Raphtalia und Filo als Austauschstudenten in der zweiten Staffel der Isekai-Crossover-Animeserie Isekai Quartet zu sehen sind. In einem Beitrag von Crunchyroll, der sich auf einen Artikel aus dem Nikkei Entertainment beruft, heißt es, dass The Rising of the Shield Hero der am kontinuierlichsten angeschaute Anime des Jahres ist.

### „Jahrestag des härtesten Schilds“
Das Unternehmen Kadokawa gab bekannt, dass der 15. März zum „Jahrestag des härtesten Schilds“ – 最硬の盾の記念日 saikō no tate no kinenbi – ernannt werde und man diesen bereits bei der Japan Anniversary Association hat eintragen lassen. In einem Tweet von Kadokawa heißt es, dass man das Datum gewählt habe, da das Kanji „最硬 saikō“, auf Deutsch „härteste“, in diesem Fall mit „さいこ saikō“ gelesen werden kann, wobei „sa – さ“ eine Anspielung auf „san“ – drei – und für den dritten Monat steht, während „iko – いこ“ als „ichigo“ gedeutet wird; „i – い“ für „ichi“ bedeutet eins; „ko – こ“ für „go“ – fünf – schließen lässt und man somit auf dem 15. März komme. Zu dieser Ankündigung wurde ein Poster mit den Charakteren Naofumi Iwatani aus dem „Shield Hero“ und Maple aus „BOFURI“ präsentiert. Die Charaktere wurden gewählt, da beide mit einem scheinbar unbesiegbaren Schild kämpfen.

### Besprechungen
Gracie von Anime Trending befand, das The Rising of the Shield Hero ein durchschnittlicher Anime gewesen ist, da dieser viele Elemente vermissen ließ, die eine gute Animeserie ausmachen. Zwar lobte Gracie Naofumi als Hauptcharakter, empfand die übrigen Charaktere – vor allem die Antagonisten – als unterentwickelt. Es fiel schwer mit den Charakteren mitzufiebern. Vor allem Raphtalia, die Protagonistin, die eigentlich als Support für Naofumi gedacht war, wurde als größte Enttäuschung ausgemacht. Filo wurde als hübsches Vogelmädchen beschrieben, dass nur für Kämpfe und der Befriedigung der Loli-Liebhaber diene. Auch Melty wurde negativ wahrgenommen. Anstatt eine wichtige politische Rolle zu verkörpern, sei sie lediglich ein schutzbedürftiger Charakter. Allerdings fand Gracie die in der Serie genutzte Musik positiv und befand, dass diese die Umgebung und das Seelenleben des Charakters äußert gut einfange.
Iitakino von Manga Tokyo gefiel die Animeserie besser. The Rising of the Shield Hero unterscheide sich von anderen Isekai-Werken, da hier die Hauptperson Naofumi verteufelt werde und sich deswegen zu einem Antihelden entwickle. Die Charaktere werden als gut entwickelt beschrieben, von seinen Gefährtinnen bis hin zu den Bösewichten. In Isekai-Werken sei es üblich, dass der Protagonist einen Harem an weiblichen Charakteren aufbaut. Naofumi habe zwar Filo, Raphtalia und Melty, dennoch komme es in der Serie nicht zu einem Harem. Abschließend heißt es, dass The Rising of the Shield Hero neue und frische Elemente in das Isekai-Genre einbringe, weswegen der Anime als einer besten Isekai-Serien derzeit betrachtet werden könne.
In einem Artikel auf der Onlinepräsenz der ugandischen Tageszeitung The Weekly Observer schrieben Abdallah Mbajja und Michael Kateregga, dass The Rising of the Shield Hero dem totgeglaubten Genre der MMORPG-Anime neues Leben einhauchen würde. Das machen die beiden Autoren anhand der Person des Schildhelden fest, der eine Welt in der ihn alle verachten vor der Zerstörung retten soll. Dabei sei offen, ob der Protagonist den Weg des Helden einschlagen soll oder die Welt brennen sehen will. Der Anime zeige, so die Autoren, dass kein originelles Konzept vonnöten ist, um eine gute Geschichte zu erzählen. Sie kommen zum Schluss, dass das Genre zu neuem Leben erweckt werden könnten, wenn andere Macher sich eine Scheibe von dem Anime abschneiden.

### Auszeichnungen und Nominierungen
The Rising of the Shield Hero erhielt mehrere Nominierungen bei den saisonalen Anime Awards der Seite Anime Trending, wovon die Serie in zwei Kategorien gewinnen konnte. Die saisonalen Awards dienen zur Ermittlung der Nominierungen für die jährlichen Anime Trending Awards. So wurde der Anime in bisher acht Kategorien nominiert, weitere Nominierungen sind noch möglich.
| Jahr | Auszeichnung          | Kategorie                             | für                                            | Resultat  | Quellen       |
| ---- | --------------------- | ------------------------------------- | ---------------------------------------------- | --------- | ------------- |
| 2020 | Anime2you.de Awards   | Beste Anime-Serie im Simulcast        | The Rising of the Shield Hero                  | 4. Platz  | [ 62 ]        |
| 2020 | Anime Trending Awards | Anime of the Year                     | The Rising of the Shield Hero                  | 14. Platz | [ 63 ] [ 64 ] |
| 2020 | Anime Trending Awards | Best in Adaptation                    | The Rising of the Shield Hero                  | 9. Platz  | [ 63 ] [ 64 ] |
| 2020 | Anime Trending Awards | Best in Soundtrack                    | The Rising of the Shield Hero                  | 5. Platz  | [ 63 ] [ 64 ] |
| 2020 | Anime Trending Awards | Action or Adventure Anime of the Year | The Rising of the Shield Hero                  | 9. Platz  | [ 63 ] [ 64 ] |
| 2020 | Anime Trending Awards | Fantasy or Magical Anime of the Year  | The Rising of the Shield Hero                  | 3. Platz  | [ 63 ] [ 64 ] |
| 2020 | Anime Trending Awards | Man of the Year                       | Naofumi Iwatani                                | 3. Platz  | [ 63 ] [ 64 ] |
| 2020 | Anime Trending Awards | Girl of the Year                      | Raphtalia                                      | 1. Platz  | [ 63 ] [ 64 ] |
| 2020 | Anime Trending Awards | Supporting Girl of the Year           | Melty Q. Melromarc                             | 7. Platz  | [ 63 ] [ 64 ] |
| 2020 | Anime Trending Awards | Ending Theme Song of the Year         | Chiai Fujikawa – Kimi no namae                 | 6. Platz  | [ 63 ] [ 64 ] |
| 2020 | NEO Awards            | Best Streaming Anime                  | The Rising of the Shield Hero                  | Nominiert |               |
| 2020 | The Anime Awards      | Bester Synchronsprecher (EN)          | Billy Kametz als Naofumi Iwatani               | Gewonnen  | [ 65 ] [ 66 ] |
| 2020 | The Anime Awards      | Bester Soundtrack                     | Kevin Penkin für The Rising of the Shield Hero | Nominiert | [ 65 ] [ 66 ] |
| 2020 | The Anime Awards      | Best Girl                             | Raphtalia                                      | Gewonnen  | [ 65 ] [ 66 ] |
| 2020 | Tōkyō Anime Awards    | Beste Animeserie                      | The Rising of the Shield Hero                  | 50. Platz | [ 67 ]        |